# Mecklembourg-Werle
1234–1436
Entités précédentes :
- Principauté de Mecklembourg

Entités suivantes :
- Duché de Mecklembourg

La maison de Mecklembourg-Werle est née entre 1229 et 1235 après la première division de la principauté mecklembourgeoise, qui eut lieu à la suite du décès de Henri II Borwin le 5 décembre 1226. Les princes de cette branche collatérale de la maison de Mecklembourg sont descendants de Nicolas Ier, fils cadet de Henri II Borwin. Lorsque la lignée s'éteignit en 1436, le territoire de la seigneurie de Werle revint aux ducs de Mecklembourg.

## Territoire

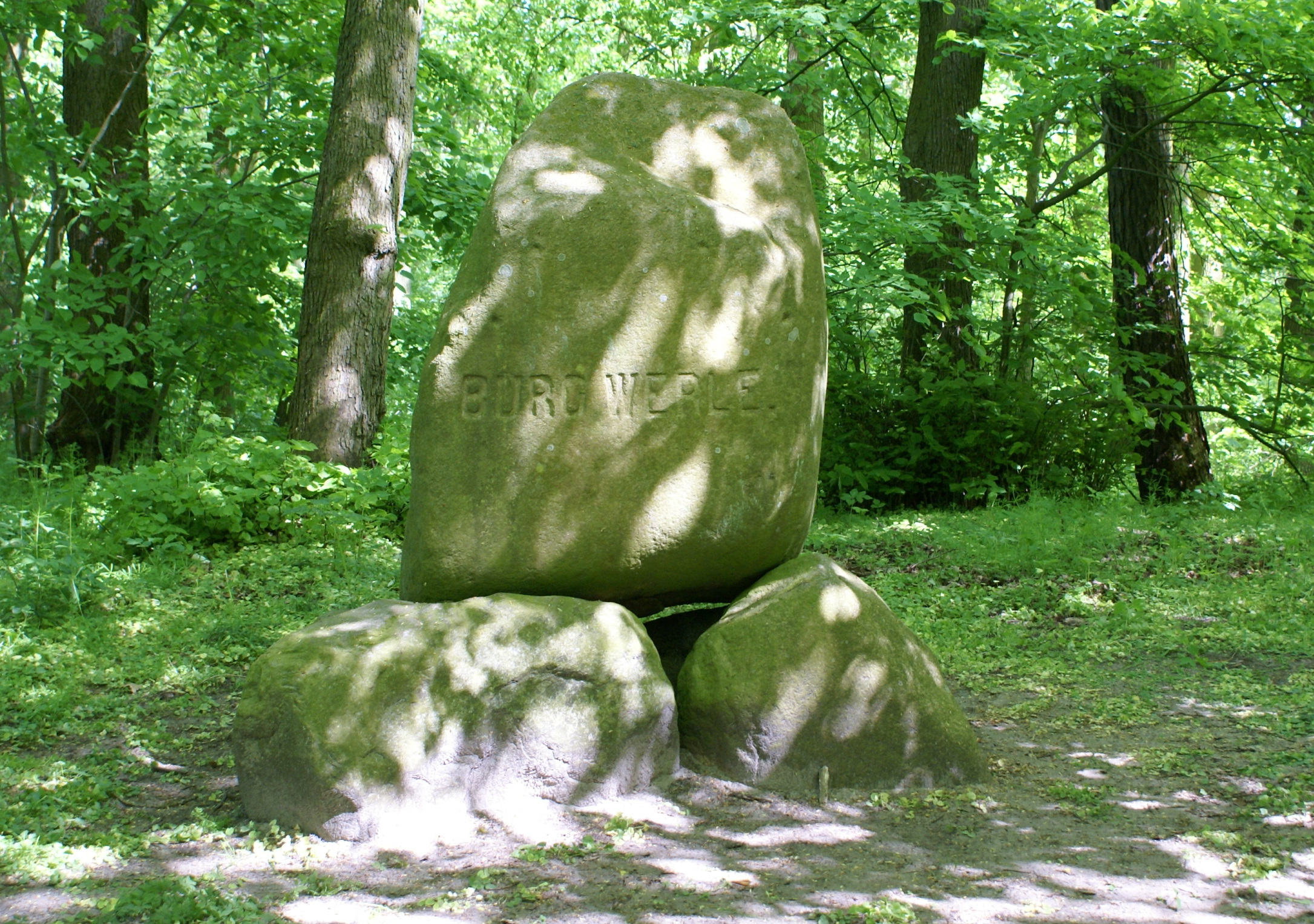
Monument sur le site de l'ancien château de Werle.

La maison de Mecklembourg-Werle se situa du point de vue géographique dans les environs de Güstrow dans l'actuelle région de Mecklembourg-Poméranie et s'agrandit jusqu'à Müritz. Cette branche de la maison de Mecklembourg porte le nom de son château de Werle situé à proximité de Kassow près du fleuve Warnow.
Au cours de son histoire, cette branche de la maison de Mecklembourg fut divisée à maintes reprises lors des différentes successions. En 1282, sont nées les maisons de Werle-Güstrow et Werle-Parchim. Sous Nicolas II de Mecklembourg-Werle ses deux principautés furent de nouveau réunies (vers 1292). En 1316, naquirent le maisons de Mecklembourg-Werle-Güstrow et Mecklembourg-Goldberg-Parchim issues de la première lignée de Mecklembourg-Werle, la branche de Mecklembourg-Werle-Waren fut divisée en 1337. Le 7 septembre 1436, après le décès du dernier prince de Werle, cette principauté fut réunifiée à la maison de Mecklembourg.

## Princes de la maison de Mecklembourg-Werle

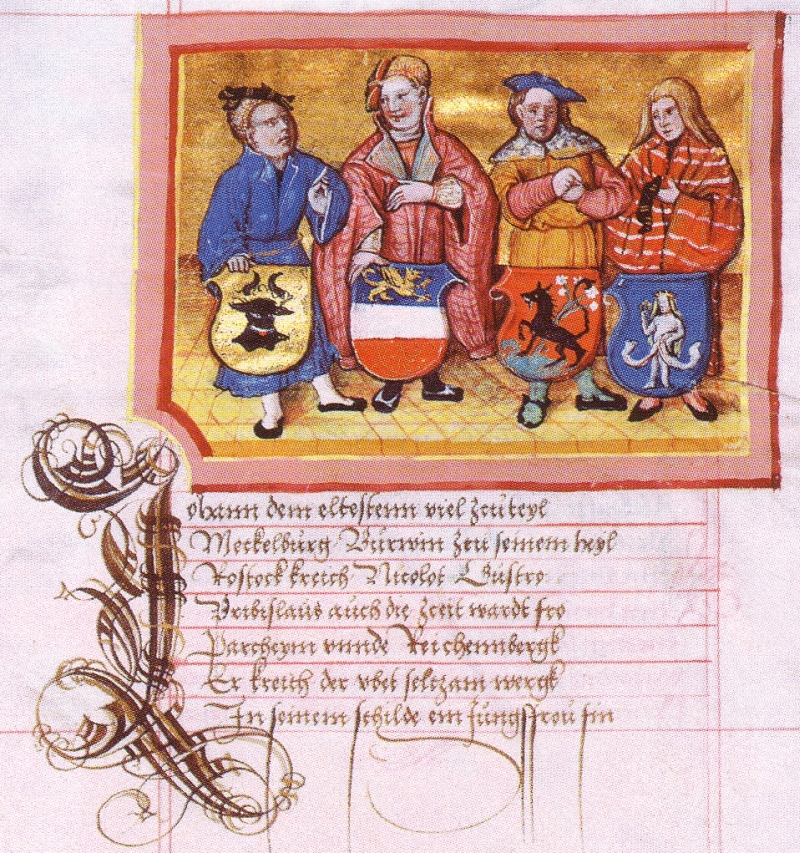
Les quatre fils de Henri II Borwin de Mecklembourg (manuscrit, vers 1520).

La lignée des princes de Mecklembourg-Werle fut une seconde branche de la dynastie princière des Obodrites (la maison de Mecklembourg). Le fondateur de la branche de Mecklembourg-Werle fut Nicolas Ier, troisième fils du prince Henri II Borwin de Mecklembourg. Lors du partage du Mecklembourg en 1234, il a reçu la seigneurie de Werle, tandis que le frère aîné, Jean Ier, maintenait la principauté de Mecklembourg.
Cette principauté fut divisée en 1277 entre ses fils : Mecklembourg-Werle-Güstrow, Mecklembourg-Werle-Parchim, Mecklembourg-Werle. Sous Nicolas II de Mecklembourg-Werle-Güstrow les deux principautés furent réunifiées (1292). Après le décès de Nicolas II de Mecklembourg-Werle survenu en 1316, le pays fut de nouveau divisé entre ses deux fils : Jean III de Mecklembourg-Werle-Goldberg, il régna partiellement sur le Werle-Goldberg, Jean II de Mecklembourg-Werle-Güstrow reçut de Jean II de Meckelmbourg une partie de la principauté de Werle-Güstrow. Jean II fut, en 1337, le fondateur de la lignée de Mecklembourg-Werle-Güstrow.
Le dernier prince de la lignée de Mecklembourg-Werle fut le prince Guillaume de Mecklembourg-Werle-Güstrow. Sous son règne furent réunies une dernière fois les différentes principautés de Mecklembourg-Werle. À partir de 1426, Guillaume de Mecklembourg-Werle-Güstrow devint prince de Werle, prince de Wenden, prince de Werle-Güstrow, prince de Werle-Waren. Cette seconde branche de Mecklembourg-Werle s'éteignit en 1436. Les différentes principautés retournèrent à la maison de Mecklembourg.

## Généalogie
Les princes de Mecklembourg-Werle appartiennent à la seconde branche issue de la première branche de la maison de Mecklembourg. Cette branche s'éteignit avec le prince Guillaume de Mecklembourg-Werle-Güstrow en 1436.

## Princes de la branche de Mecklembourg-Werle
- 1234-1277 : Nicolas Ier de Mecklembourg-Werle
- 1277-1291 : Henri Ier de Mecklembourg-Werle-Güstrow
- 1277-1283 : Jean Ier de Mecklembourg-Werle-Parchim
- 1277-1286 : Bernard Ier de Mecklembourg-Werle
- 1291-1307 : Henri II de Mecklembourg-Werle
- 1283-1316 : Nicolas II de Mecklembourg-Werle-Güstrow
- 1316-1337 : Jean II de Mecklembourg-Werle-Güstrow
- 1316-1350 : Jean III de Mecklembourg-Werle-Goldberg
- 1337-1360 : Nicolas III de Mecklembourg-Werle-Güstrow
- 1337-1382 : Bernard II de Mecklembourg-Werle-Waren
- 1350-1354 : Nicolas IV de Mecklembourg-Werle-Goldberg
- 1360-1393 : Laurent de Mecklembourg-Werle-Güstrow
- 1360-1377 : Jean V de Mecklembourg-Werle-Güstrow
- 1382-1385/95: Jean VI de Mecklembourg-Werle-Waren
- 1354-1374 : Jean IV de Mecklembourg-Werle-Goldberg
- 1393-1421 : Balthazar de Mecklembourg-Werle-Güstrow
- 1393-1414 : Jean VII de Mecklembourg-Werle-Güstrow
- 1393-1436 : Guillaume de Mecklembourg-Werle-Güstrow
- 1385/95-1408: Nicolas V de Mecklembourg-Werle-Waren
- 1385/95-1408:Christophe de Mecklembourg-Werle-Waren